# الیکایی نیوزلندی
الیکایی نیوزلندی(نام علمی: Acanthisittidae) نام یک تیره از راسته گنجشک‌سانان است.